# Корвет
Корве́т — класс боевых надводных военных кораблей, предназначенных для сторожевой и конвойной службы, противолодочной и противовоздушной обороны военно-морских баз (ВМБ). Основные задачи современных корветов — противолодочная оборона корабельного соединения (конвоя) или берегового объекта (ВМБ, порта и т. п.). 

Принято считать, что «корвет»  происходит от термина лат. corbita — разновидность римского торгового корабля, который в свою очередь образован от лат. corbis — «корзина».Однако, термин «корвет» имеет французское происхождение: "la navire de corvée" - оперативный корабль,  суффикс -ette используется для обозначения предмета небольшого размера.

## История
Название класса «корвет» происходит из системы классификации французского флота. 
В Королевском военно-морском флоте Великобритании до 1830-х годов класс «корвет» не вводился, а подобные лёгкие корабли относились к классу «шлюп» (англ. sloop-of-war).
В эпоху парусного флота корветом называли трёхмачтовый военный корабль XVII—XIX веков водоизмещением от 460 тонн и больше
с прямым парусным вооружением, имевший на вооружении 18—30 орудий малого и среднего калибра, размещённых только на верхней палубе (открыто), и используемый для разведывательной и посыльной службы.
Согласно другому источнику, корветы появились столетием позже — в XVIII веке. Это был трёхмачтовый корабль водоизмещением 400—600 тонн, несущий полное прямое парусное вооружение и до 32 орудий. Помимо посыльной службы, иногда привлекался для решения крейсерских задач.
В составе Российского императорского флота корабли класса «корвет» состояли на службе в конце XVIII — начале XIX века. Но есть све́дения, что парусные корветы всё ещё строились до середины XIX века.
Парусный корвет в системах классификации боевых кораблей всех флотов по водоизмещению (размерениям и себестоимости постройки), боевому потенциалу (составу артиллерийского вооружения и району плавания) занимал промежуточное положение между парусным фрегатом и бригом.
С 1840-х годов для военно-морских флотов Франции и Англии начали строить парусно-паровые колёсные корветы с полным парусным вооружением и колёсным движителем, приводимым в действие паровым двигателем.
В апреле 1853 года, накануне Крымской войны (1853—1856), обнародовано Высочайшее Повеление российского императора Николая I: «о том, что ввиду применения винтовых кораблей во флотах Англии и Франции, других,[кроме] как с винтовым двигателем, в России не закладывать».
Опыт Крымской войны ясно показал преимущества парового двигателя и винтового движителя. На вооружении флотов всё ещё оставались парусно-колёсные корветы, но с конца 1860-х годов им на смену уже повсеместно пришли парусно-винтовые корветы.
В 1876 году в Англии были заложены серийные парусно-винтовые корветы (англ. «steam corvettes») типа «Comus», которые впервые в мире в своём классе несли бронепалубную систему защиты и являлись первыми британскими кораблями водоизмещением менее 3000 тонн с металлическим корпусом и полным парусным вооружением. 
В начале 1880-х годов в системе английского флота бронепалубные парусно-винтовые корветы были отнесены к классу «крейсер» в подклассе «крейсера 2-го класса». С 1888 года — отнесены к подклассу «крейсер 3 класса» (англ. «third-class cruisers»).
Со второй половины XIX века парусно-винтовые корветы, наряду с парусно-винтовыми клиперами, составили основу крейсерских сил Российского флота.
С 1892 года в соответствии с утверждением в российском флоте новой классификации кораблей корветы отнесены к классу «крейсер», в подклассе «крейсер II ранга, или крейсер 3-го класса».
Вплоть до 1907 года (до утверждения очередной новой классификации боевых кораблей в системе ВМФ Российской империи) очевидным наследием ушедшей парусной эпохи являлось традиционное разделение крейсеров по водоизмещению на две ветви — «фрегатского» и «корветского» рангов.

## Современные корветы
В настоящее время корветами считаются эскортные корабли специальной постройки, появившиеся в ВМС США и Великобритании в период Второй мировой войны. 
- Водоизмещение: 500—1600 тонн;
- Скорость: 16—20 узлов (30—37 км/ч);
- Вооружение: 
  - артиллерийские установки калибра 76—102 мм;
  - зенитные автоматы калибра 20—40 мм;
  - бомбомёты;
  - глубинные бомбы.

Корветы оборудованы радиолокационными и гидроакустическими средствами 
воздушного и подводного наблюдения. С развитием ракетного оружия оснащаются ракетными установками. Самые массовые корветы Второй мировой войны — корветы типа «Флауэр».
В ВМФ СССР класс корветов не выделялся: с позиции советской классификации корветы соответствуют подклассу противолодочных кораблей – сторожевым кораблям (ближней зоны, в отличие от фрегата — сторожевого корабля дальней зоны). 
Российские боевые корабли проекта 20380 (тип «Стерегущий») отнесены к классу многоцелевых кораблей и подклассу корветов. 
Советские (российские) корабли
в классификации НАТО:
- Малые противолодочные корабли / Корветы противолодочные;
- Малые ракетные корабли / Корветы ракетные.

Также к ракетным корветам относят большие ракетные катера (например, ракетные катера проекта 1241/1241.1).
Во флотах других государств также применяется термин «корвет» для классификации военных кораблей:  
- итал. сorvetta в Италии;
- исп. сorbeta в Аргентине, Испании и Доминиканской республике;
- порт. corveta в Бразилии[источник не указан 3270 дней].

В ряде стран после Второй мировой войны корветы как класс появились в результате эволюции больших катеров.
Во второй половине XX века большие катера становятся многоцелевыми малотоннажными кораблями прибрежного действия и к 1970-м годам подразделяются на ракетные и противолодочные. 
С конца 1980-х годов наряду с ракетным вооружением большие катера получили опускаемую гидроакустическую станцию и 324-мм торпедные аппараты. В середине 1990-х годов  вооружение дополнили лёгкими вертолётами (в настоящее время беспилотными) для выдачи целеуказания противокорабельным ракетам, поскольку дальность стрельбы ПКР достигла 120—150 км. В результате водоизмещение таких катеров доросло до 1200—1500 тонн, и эти корабли в некоторых флотах стали называть корветами.